# 西里龍夫
西里 龍夫（にしさと たつお、1907年 - 1987年）は、日本の社会主義運動家。戦後は日本共産党熊本県委員長を務めた。

## 来歴
熊本県出身。東亜同文書院大学に26期生として入学。在学中、「日支闘争同盟」を結成し、海軍陸戦隊に反戦ビラをまく事件を起こした。安斎庫治、中西功らとともに反戦運動を行う。